# ラウル2世・ド・リュジニャン
ラウル2世・ド・リュジニャン（Raoul II de Lusignan, 1200年ごろ - 1246年9月1/2日）は、ラウル1世・ド・リュジニャンとウー女伯アリックスの息子。1219年に父の死によりエクソダン領主およびウー伯の位を継承した。

## 結婚と子女
1222年にブルゴーニュ公ウード3世の娘ジャンヌ・ド・ブルゴーニュ（1200年 - 1223年、フカルモン修道院に埋葬）と結婚した。
1223年以降にドルー伯ロベール2世の娘ヨランド・ド・ドルー（1196年 - 1239年10月16日）と結婚し、1女をもうけた。
- マリー（1232年頃 - 1260年） - ウー女伯[4]

3度目にオマール伯シモン・ド・ダンマルタンとポンチュー女伯マリーの娘フィリッパ・ド・ダンマルタンと結婚した。